# Phyllonorycter didymopa
Phyllonorycter didymopa là một loài bướm đêm thuộc họ Gracillariidae. Nó được tìm thấy ở Nam Phi.
Ấu trùng ăn Dombeya rotundifolia. Chúng ăn lá nơi chúng làm tổ. 